# 유상훈
유상훈(1989년 5월 25일 ~ )는 대한민국의 축구 선수로, 현재 성남 FC에서 뛰고 있다.

## 클럽 경력
2011년 FC 서울에 입단하였다. 2011년 FC 서울의 주전 골키퍼 김용대와 후보 골키퍼 조수혁, 서드 골키퍼 한일구가 모두 부상당하며 네 번째 골키퍼였음에도 불구하고 제주 유나이티드를 상대로 K리그 데뷔전을 치렀다.
2014년 유상훈은 주전 골키퍼 김용대가 전남과의 경기 도중 무릎 부상을 당하자, 교체 출전하여 남은 시간에 경기를 치렀고, 수원과의 슈퍼매치에서 무실점으로 팀의 2-0 승리를 견인하였으며 특히 2014년 7월 16일에 있었던 포항과의 FA컵 경기 때 승부차기에서 포항의 두 번째 키커인 김승대의 킥을 막아내어 4-2 승리, 서울을 FA컵 8강 진출을 이끌어냈다. 또한 AFC 챔피언스리그 2014 8강전 포항 스틸러스와의 경기에서 눈부신 선방을 거두어 FIFA에서 기재한 기사에 8강전 1차전 4경기중 최고의 선수로 선정되었고 27일 열린 2차전 역시 0:0 이후 승부차기까지 가는 접전 끝에 상대편 3명의 페널티킥을 모두 막아 경기 MVP로 선정되었다.
그리고, 본인의 생일에 열린 5월 25일에 우라와 레즈와의 AFC 챔피언스리그 2016 16강 2차전에서도 승부차기에서 승리를 거둬 8강 진출에 이끌었다. (7-6 승리) 그러나, 2016년 12월 3일 열린 FA컵 결승 2차전에서는 승부차기 9-9 상황에서 패배로 직결되는 실축을 저질러 결국 수원 삼성 블루윙즈에게 우승컵을 내주기도 했다.
2016년 시즌 종료 후, 12월 5일자로 상주 상무에 입대하였고 2018년 9월 4일 자로 전역하였다. 그후 FC서울에 복귀했다.
2022년 시즌, 강원 FC로 이적했다.

## 국가대표팀 경력
홍익대학교 시절 2011년 하계 유니버시아드에 참가한 유니버시아드 축구 국가대표팀 선수로 선발되어 주전으로 활약하였다.

## 수상 내역

### 클럽

#### FC서울
- K리그 클래식
  - 우승 2회 : 2012, 2016
- FA컵
  - 우승 1회 : 2015

## 참고 자료
- U대회 GK 유상훈 - "승부차기 선방? 코치님 예상 적중
- 서호정의 킥오프 - 유상훈은 피 말리는 승부차기가 즐겁다